# گوشوارکیان
گوشوارکیان (به انگلیسی: Celasteraceae) تیره‌ای از گوشوارک‌سانان (به انگلیسی: Celasterales) است.
گوشوارکیان به شکل درختچه یا درخت کوتاه، با گلهای نرمادۀ منظم و گل‌آذین گرزن هستند.